# Clàudia Masdéu
Clàudia Masdéu (Calafell, 1990) és una advocada catalana i secretària de la confraria de pescadors de Cambrils des del 2017. Masdéu va acumular experiència, en el sector marítim, treballant com a advocada en un grup d’empreses del port de Tarragona. Així, l'abril de 2017, es va poder presentar com a candidata pel càrrec de secretària de la confraria de pescadors, quan el secretari anterior, hi va renunciar, després d'exercir el càrrec durant 27 anys. El inicis de Masdéu al capdavant de l'entitat no van ser del tot planers, ja que, el món de la pesca, tradicionalment ha estat un món molt masculinitzat. En el 2019 només les confraries de pescadors de Cambrils, de Tarragona i de Calafell comptaven amb dones al capdavant de les seves secretaries i, a tota Catalunya, només hi havia una dona amb l'ofici de pescadora. En aquest sentit, Masdéu ha mostrat activament el seu interès en destacar i valorar el paper de les dones pel que fa a la pesca i l'aqüicultura en l'àmbit mediterrani. Tot i així, Masdéu va iniciar amb èxit la seva gestió com a secretària en recuperar la subhasta de peix a Cambrils, aturada des de feia 19 anys. Aquest fet va representar un important canvi de rumb per a la confraria que va poder resoldre els problemes econòmics i judicials que arrossegava des de feia diversos anys. El 2021, Masdéu va manifestar la seva preocupació davant les restriccions a la pesca d'arrossegament que plantejava aleshores la Unió Europea i que retallaven a la meitat els dies de pesca i imposaven una reducció del 40% de les captures fins al 2025.